# Włodzimierz Łoś
Włodzimierz Łoś (in Deutschland auch Waldemar Los; * 1849 in Klembivka in Wolhynien; † 3. Oktober 1888 in München) war ein polnischer Maler. Er wirkte in München und schuf vorwiegend Landschafts- und Pferdebilder.

## Leben
Łoś begann das Studium der Malerei an der Krakauer Akademie der Bildenden Künste, wo er in den Jahren 1870 bis 1872 unter Władysław Łuszczkiewicz lernte. Seine Ausbildung wurde von Roman Sanguszko finanziert. 1872 wechselte er nach München, wo er sich dauerhaft niederließ. Zunächst studierte er hier ab 1. Mai 1873 an der Akademie der Bildenden Künste München bei Otto Seitz, und ab 1874 in dem Privatatelier von Józef Brandt.
Łoś war Teil der polnischen Künstlergemeinschaft in München und bekannt für seine farbenfrohen Kosakentrachten und sein aufbrausendes Temperament. Er war Mitglied des Münchener Kunstvereins, bei dessen Ausstellungen seine Werke präsentiert wurden. Seine Bilder waren bereits ab 1873 in Krakau, Lemberg und Warschau gezeigt worden. 1873 war er auch neben den Malern Walery Kryciński und Seweryn Bieszczad Gründer die Künstlergruppe „Nora“, die sich in der Warschauer ulica Długa traf.

### Werk
Er malte vor allem Szenen in den Landschaften von Podolien und Wolhynien, die meist Pferdemotive enthielten. Dabei thematisierte Łoś vorwiegend Märkte, Jagden, Ausritte, Kutsch- oder Pferdereisen, Pferderennen und Kriegseinsätze. Seine Bilder verkauften sich gut, viele wurden von Sammlern aus den Vereinigten Staaten erworben. Łoś illustrierte auch Zeitungen und Zeitschriften wie "Tygodnik Illustrowany", "Tygodnik Powszechny" oder "Wędrowiec".